# Halka

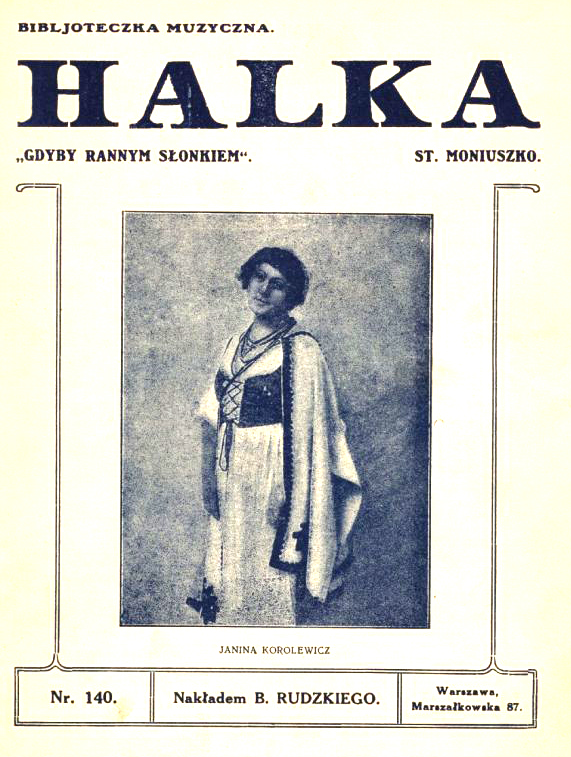
Affiche

Halka est un opéra du compositeur polonais Stanisław Moniuszko sur un livret de Włodzimierz Wolski. Cet  opéra est fameux en Pologne.

## Histoire
La première de la version concert en deux actes de cet opéra a lieu le 1er janvier 1848 à Vilna. La première en version scénique a lieu dans cette même ville le 28 février 1854. Une version en quatre actes est présentée à Varsovie le 1er janvier 1858. L'opéra est joué à Prague sous la direction de Moniuszko lui-même. Il est joué en 1935 à Hambourg et après la guerre en Allemagne de l'Est à Dresde, Berlin-Est, Leipzig, et en URSS, etc. Il n'est joué que depuis récemment en Europe occidentale, par exemple en octobre 2009 à Londres
Une version en anglais est jouée par la Pocket Opera Company à San Francisco et à Berkeley en 2010. Cet opéra avait été joué auparavant aux États-Unis sous la direction de Louis Kowalski dans des villes où la population immigrée d'origine polonaise est importante, au Carnegie Hall de New York, ou à Detroit, Harford et Chicago. La dernière représentation de Halka au Carnegie Hall le 24 mai 1959, a lieu six mois avant sa mort.
Pour célébrer le bicentenaire de Moniuszko, le Theater an der Wien en Autriche produit Halka, ce qui suscite des critiques élogieuses.

## Composition
Halka est considérée comme une des œuvres les plus importantes de Moniuszko et son opéra le plus connu. Le musicologue Carl Dalhaus dans son livre La Musique du XIXe siècle décrit Halka comme étant l'opéra national de la Pologne. La musique de Halka est hautement mélodique, profondément lyrique et polonaise de caractère. Elle comprend des airs poétiques, tels que Gdybym rannym słonkiem (Sous le soleil matinal) et Szumią jodły (Les sapins soupirants),  des scènes dépeignant la vie de la petite noblesse polonaise (szlachta)  et des habitants des hautes terres des Carpates (Gorali), ainsi que de spectaculaires séquences de danse. L'argument repose autour de l'amour tragique de la jeune fille de la montagne, Halka, pour le noble Janusz, qui l'abandonne pour épouser Zofia, la fille du châtelain. C'est une histoire de jalousie et de sacrifice.
Hans von Bülow décrit l'aria en sol mineur du début de l'acte II comme « plein d'originalité et de passion vive, à laquelle son élément paysan fortement populaire ajoute une saveur particulière... Toute la gamme des émotions passionnelles, de la note tendre à la plus véhémente du désespoir trouve une expression appropriée dans cet air et il faut sincèrement féliciter le compositeur ».

## Rôles
| Rôle                              | Voix          | Première, Vilna, 1848 |
| --------------------------------- | ------------- | --------------------- |
| Halka, fille de la montagne       | soprano       |                       |
| Jontek, jeune homme des montagnes | ténor         |                       |
| Janusz, chevalier                 | baryton       |                       |
| Stolnik, châtelain                | basse         |                       |
| Zofia, sa fille                   | mezzo-soprano |                       |
| Dziemba, majordome                | basse         |                       |
| Goral                             | ténor         |                       |
| Chœur: nobles, paysans            |               |                       |